# مونت غيلي
مونت غيلي (بالإنجليزية: Mont Gelé (3518))‏ هو أحد جبال سلسلة جبال الألب بينيني ويقع في كانتون فاليز في سويسرا. يحتل المرتبة رقم 63 في قائمة جبال سويسرا من حيث الارتفاع، إذ يبلغ ارتفاعه حوالي 3518 متر، بينما يبلغ ارتفاع نتوء الجبل 619 متر، هذا وقد سجل أول وصول لقمة الجبل عام 1861.